# الكسندر (لاعب كرة قدم)
الكسندر هو لاعب كرة قدم برازيلي في مركز الدفاع، ولد في 6 يونيو 1997 في ساو باولو في البرازيل. لعب مع نادي إغناتيا.

## وصلات خارجية
- الكسندر (لاعب كرة قدم) على موقع Soccerway.com (الإنجليزية)